# Oxytettix hastatus
Oxytettix hastatus är en insektsart som först beskrevs av Hancock, J.L. 1900.  Oxytettix hastatus ingår i släktet Oxytettix och familjen torngräshoppor. Inga underarter finns listade i Catalogue of Life.